# Micralarctia euproctina
Micralarctia euproctina är en fjärilsart som beskrevs av Aurivillius 1899. Micralarctia euproctina ingår i släktet Micralarctia och familjen björnspinnare. Inga underarter finns listade i Catalogue of Life.